# محسن آرمین
محسن آرمین (۱۳۳۳ خورشیدی در کاشان) سیاست‌مدار اصلاح‌طلب و پژوهشگر دینی ایرانی است. او از اعضای بنیان‌گذار، عضو شورای مرکزی، و نیز سخنگوی سازمان مجاهدین انقلاب اسلامی ایران است. او پیش‌تر در دورهٔ ششم مجلس شورای اسلامی نمایندهٔ تهران بوده است.
آرمین هم‌اکنون عضو هیئت رئیسه جبهه اصلاحات در ایران است.

## زندگی‌نامه
وی فارغ‌التحصیل مهندسی الکترونیک از دانشگاه علم و صنعت بود و برای مدتی دورهٔ دکترای خود را در دانشگاه تربیت مدرس گذراند. همسر دوم او مهناز شریعتی بود که در سال ۱۳۹۵ درگذشت. یکی از دختران او مرضیه آرمین پناهنده سیاسی در فرانسه است و هم‌اکنون در پاریس سکونت دارد.

### تأسیس سازمان مجاهدین انقلاب
آرمین پیش از انقلاب ۱۳۵۷ عضو هستهٔ مرکزی گروه توحیدی صف بود که به مبارزه نظامی و سیاسی با حکومت پهلوی می‌پرداخت. این گروه یکی از هفت گروهی (در کنار گروه‌های امت واحده، توحیدی بدر، فلاح، فلق، منصورون، موحدین) بود که پس از انقلاب در سازمان مجاهدین انقلاب اسلامی ادغام شدند. آرمین یکی از بنیانگذاران سازمان مجاهدین انقلاب اسلامی بود و در ابتدای فعالیت مسئول واحد ایدئولوژی سازمان بود که با نام مستعار «برادر امین» به اعلام مواضع سازمان می‌پرداخت. این سازمان خود را به سید روح‌الله خمینی و انقلاب ایران (۱۳۵۷) وفادار می‌دانست و از ابتدای کار، در بیانیه‌هایشان اعلام کردند که به منظور مبارزه با دشمنان، مخفی خواهند ماند.

### پس از انقلاب ۱۳۵۷
محسن آرمین همراه با مصطفی تاجزاده در آغاز انقلاب به سازماندهی کمیته‌های انقلاب می‌پرداختند  و با قدرت گرفتن سپاه و کمیته‌ها در آن زمان، سازمان مجاهدین در هر دو نهاد حضوری فعال داشت. گرایش بخشی از نیروهای تازه‌جذب‌شده به فقهایی چون احمد آذری قمی، محمدعلی شرعی، و حسین راستی کاشانی باعث شد تا یک انشعاب راست‌گرا در سازمان شکل بگیرد که در ۱۳۶۱ شرایط را بحرانی کرد و زمینهٔ خروج ۳۷ نفر از اعضای جناح چپ‌گرای سازمان از جمله محسن آرمین از سازمان را فراهم کرد، تا اینکه در سال ۱۳۶۵ این سازمان منحل شد. سازمان مجاهدین انقلاب اسلامی ایران در ۱۶ مهر ۱۳۷۰ خورشیدی، با کوشش برخی از اعضای جناح چپ سازمان مجاهدین انقلاب اسلامی تأسیس شد که در اینجا نیز محسن آرمین در کنار کسانی چون محمد سلامتی، بهزاد نبوی، مصطفی تاج‌زاده، هاشم آقاجری، ابوالفضل قدیانی، فیض‌الله عرب‌سرخی و صادق نوروزی یکی از اعضای مؤسس آن بود. او همچنین سردبیری دوهفته‌نامهٔ عصر ما، نشریهٔ رسمی مجاهدین انقلاب اسلامی ایران را بر عهده داشت. بر خلاف کسانی چون بهزاد نبوی و محمد سلامتی که سال‌ها در دولت کار کردند و برخلاف تاج‌زاده که به دولت خاتمی وارد شد، محسن آرمین هرگز به دولت وارد نشد و تنها به فعالیت در سازمان پرداخت. او تا پیش از جدایی گروه کیان و زنان از کیهان فرهنگی، مدتی در حلقهٔ کیان و از جملهٔ گروه نویسندگان کیهان فرهنگی بود که بیش‌ترشان از شاگردان فکری عبدالکریم سروش به‌شمار می‌رفتند. او بعدها با شروع عملیات‌های مسلحانه گروهک مجاهدین خلق علیه جمهوری اسلامی، به سپاه پاسداران پیوست و پس از یک سال جدا شد.
بر اساس ادعای خبرگزاری فارس، وی مدتی مدیر زندان اوین (در سال ۱۳۶۷) بود؛ اما خودش این موضوع را تکذیب می‌کند. به گفته خود او، وی در بین سال‌های ۶۵ تا ۶۸ به عنوان رایزن فرهنگی ایران در کشور لبنان حضور داشته است. او همچنین مدعی است که هیچگاه در بازجویی زندانیان بند ۲۰۹ زندان اوین (اعضاء گروهک مجاهدین خلق) نقشی نداشته است در حالی که منابع نزدیک به سپاه پاسداران این موضوع را تأیید می‌کنند. او منکر عضویت خود در وزارت اطلاعات نیز است.

#### نمایندگی مجلس
با روی کار آمدن دولت اصلاحات نیز او چه به عنوان یکی از اعضای سازمان مجاهدین انقلاب و چه با حضور فعال در نشریات اصلاح‌طلب، کار خود را در مجموعهٔ اصلاح‌طلبان ادامه داد. در انتخابات مجلس ششم به عنوان نمایندهٔ چهارم تهران وارد مجلس شد و برای مدتی سخنگوی مجلس ششم و یکی از برجسته‌ترین اعضای آن بود. آرمین یکی از نمایندگان مجلس ششم بود که از لوایح دوقلو که سید محمد خاتمی، رئیس‌جمهور وقت به مجلس ارائه کرده بود، دفاع کرد. او در ماجراهایی چون تحصن و استعفاء جمعی از نمایندگان مجلس ششم و پروندهٔ زهرا کاظمی از شخصیت‌های محوری بود. آرمین همچنین در مجلس نهم هم به عنوان نماینده اصلاح‌طلبان و با امید به ریاست مجلس، نامزد شد.

### بازداشت در سال ۱۳۸۸
وی در آستانهٔ سالگرد انتخابات ریاست جمهوری ۱۳۸۸ ایران در تاریخ ۲۶ اردیبهشت ۱۳۸۹ بازداشت شد. او ۷۰ روز بعد با قید وثیقه ۲۰۰ میلیونی از زندان آزاد شد. او سرانجام در تاریخ ۲۱ دی ماه ۱۳۹۰، در شعبه ۱۵ دادگاه انقلاب اسلامی به ریاست قاضی صلواتی به جرم اجتماع، تبانی، اقدام علیه امنیت ملی و فعالیت تبلیغی علیه نظام به تحمل ۶ سال حبس و ۵ سال دوری از فعالیت‌های سیاسی – تبلیغی و عضویت در احزاب و گروه‌ها محکوم شد.

### بازداشت در سال ۱۳۹۹
آرمین در پی اتفاقات ایران در آبان سال ۱۳۹۸، بیانیه‌ای را موسوم به بیانیه ۷۷ نفر امضاء کرد که در آن به خشونت علیه معترضان توسط نیروهای انتظامی اشاره شده بود. وی در سال ۱۳۹۹ به خاطر این اقدام تحت تعقیب قضایی قرار گرفت و سرانجام توسط دادگاه انقلاب با اتهام «فعالیت تبلیغی علیه نظام» به ۱ سال حبس تعزیری محکوم شد.

### محکومیت در سال ۱۴۰۲
آرمین در پی شکایت رضا گلپور با عنوان اتهامی توهین و افتراء، به پرداخت ۴۴ میلیون تومان جزای نقدی محکوم شد. محسن آرمین در مقاله ای با عنوان «ماسونی به رسم باشد نه به تهمت» در «اثبات عدم عضویت میرحسین موسوی در لژ فراماسونری مولوی تهران»، با بیانی تند به نقد رضا گلپور پرداخته بود.